# Mont Raoul-Blanchard
Le mont Raoul-Blanchard constitue le plus haut sommet des Laurentides et le huitième plus haut au Québec avec 1 166 mètres d'altitude. Il est situé à 64 km au nord-est de Québec et à 19 km au nord de Saint-Tite-des-Caps.

## Toponymie
Le mont porte le nom du géographe français Raoul Blanchard (1877-1965), académicien, spécialiste des Alpes, mais aussi du Québec. C’est pour rendre hommage à cet illustre géographe que la Commission de géographie a désigné ce mont en 1971.

## Géographie, accès
Avec son altitude de 1 166 m, il est le plus haut sommet des Laurentides. Cette montagne est située sur la seigneurie de Beaupré, un domaine privé détenu par le séminaire de Québec, et est ainsi inaccessible sans droit d'accès.

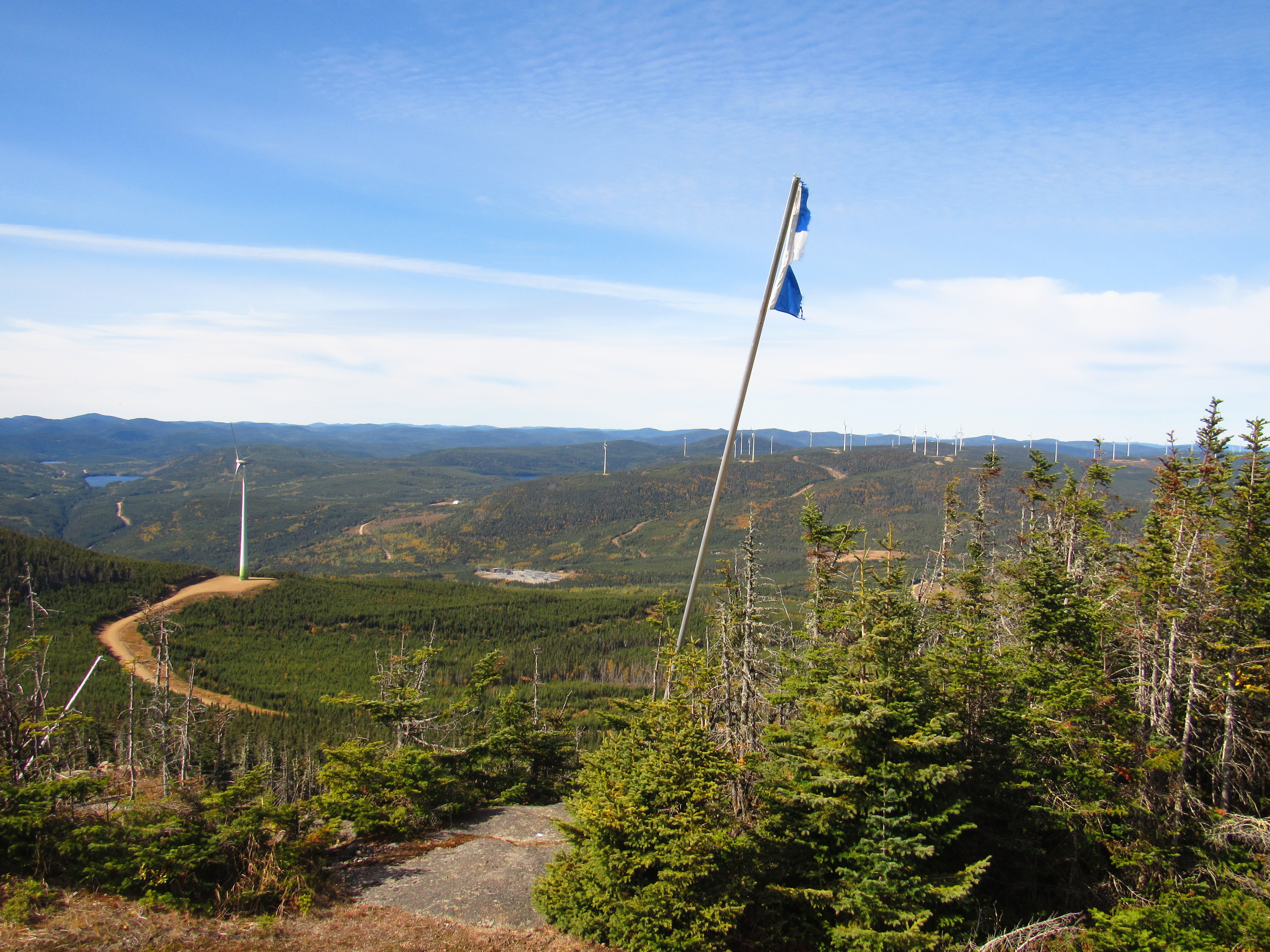
Vue depuis le sommet du mont Raoul-Blanchard.
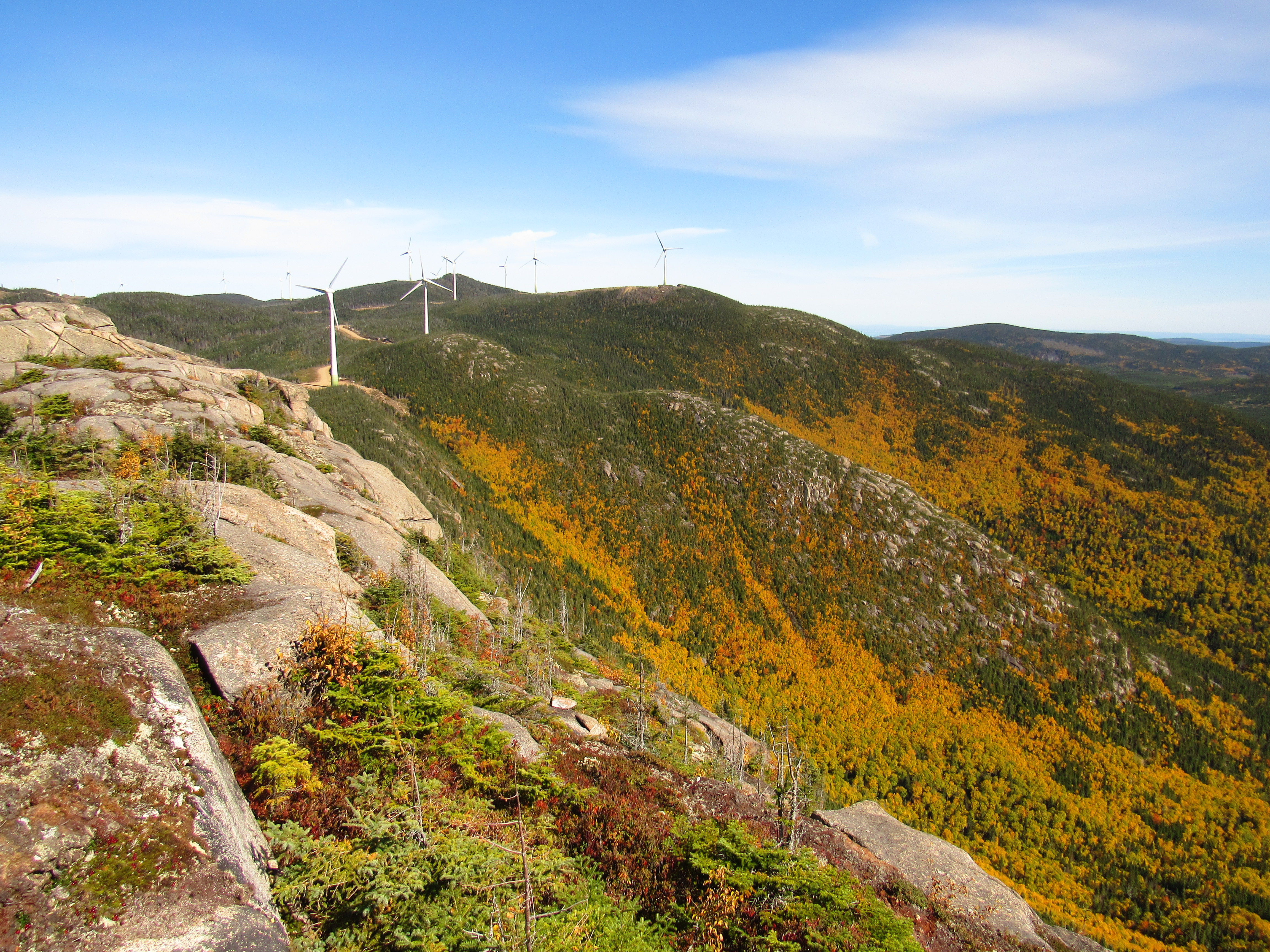
Mont Raoul-Blanchard et éoliennes à son sommet.